# Othmar Schneider
Othmar Schneider (27 de agosto de 1928 - 25 de dezembro de 2012) foi um esquiador alpino austríaco.
Schneider nasceu em Lech am Arlberg. Em 1952, nos Jogos Olímpicos de inverno em Oslo, ele foi medalhista de ouro no slalom e medalhista de prata no downhill.